# Herb gminy Inowrocław
Herb gminy Inowrocław – symbol gminy Inowrocław, ustanowiony w marcu 1973.

## Wygląd i symbolika
Herb przedstawia na tarczy w polu błękitnym czarny szyb kopalniany otoczony dwoma złotymi kłosami zboża, pod nim biało-czerwone róże, całość zwieńczona jest czarnym napisem „GMINA INOWROCŁAW” na białym tle.